# Waterton-tavak Nemzeti Park
A Waterton-tavak Nemzeti Park a kanadai Alberta tartomány délnyugati sarkában fekszik, és az USA területén lévő Glacier Nemzeti Parkkal szomszédos. A Waterton volt Kanada negyedik nemzeti parkja, amelyet 1895-ben alapítottak. A park 505 km²-es területén őrzi a Sziklás-hegység és a vele határos préri élővilágát.
Az indián legenda szerint ezt a területet Sokumapi, egy mondabeli harcos teremtette. Amikor egy lánnyal menekült az alvilágból, az általa eldobott kőből keletkeztek a hegyek, az általa eldobott botból az erdők, vízpáncéljából pedig megszülettek a Kootenai-tavak, amelyeket ma Waterton-tavakként ismerünk. Az indiánok a tavak területét Fénylő hegyek földjének nevezték.
A nemzeti park Kanada egyik legritkábban lakott területén fekszik. Legalacsonyabb pontja 1290 m, legmagasabb pontja pedig a 2920 m magas Blakiston-hegy. Jellegzetes állatai a bölény és a prérifarkas, a tavak pedig különféle vízimadaraknak, kanadai hódoknak és pézsmapockoknak adnak otthont.
A Waterton-tavak Nemzeti Park és a Glacier Nemzeti Park 1932-ben Waterton-Glacier Nemzetközi Békepark néven egyesült, és közös területük 1995-ben felkerült az UNESCO világörökség listájára.

## Külső hivatkozások
- A park honlapja